# Tir (пісня Адріано Челентано)
«Tir» (укр. «Вантажівка») — пісня та сингл італійського співака та кіноактора Адріано Челентано з альбому «Esco di rado e parlo ancora meno» 2000 року.

## Про пісню
Пісня була шостим треком альбому Адріано Челентано «Esco di rado e parlo ancora meno», що вийшов 10 листопада 2000 року, музику написав композитор Джанні Белла, а текст — пісняр Могол. Текст пісні оповідає про водія вантажівки, який за кермом думає про складнощі у відносинах зі своєю коханою жінкою. Тема любовних стосунків притаманна більшості текстів пісень, які Могол писав для Челентано. Музичний сайт «Discogs.com» характеризує музику пісні як поп. У записі пісні брали участь американський гітарист Майкл Томпсон та аранжувальник Фіо Дзанотті, як і всіх композицій альбому.

## Сингл
У 2000 році пісня була випущена як сингл CD в Італії власним лейблом Челентано «Clan Celentano». Хоча альбом «Esco di rado e parlo ancora meno» і очолив італійський чарт, не існує жодних данних щодо потрапляння пісні «Tir», як й усіх синглів альбому, до італійського «топ-100» чарту найкращих синглів. Обкладинка синглу мала спільну з альбомом концепцію оформлення — вона містила лише літери назви пісні на сірому тлі.

## Оцінки критиків
Італійський музичний критик Франко Дзанетті у своїй рецензії 2000 року негативно оцінив тексти пісень альбому «Esco di rado e parlo ancora meno» словами «Не можна мовчати вже у вступі, що тексти написані Моголом для „Esco di rado (e parlo ancora meno)“, другого твору команди, що складається з Адріано та Джанні Белли з нагоди попереднього „Io non so parlar d'amore“, часто виявляються не на очікуваній висоті». Дзанетті назвав тексти пісень «речами з фестивалю Санремо п'ятдесятих / шістдесятих років», продовжуючи далі він сказав, що «речі, настільки точно датовані, що змушує думати, що насправді йдеться про результат вмілого використання стилю. Давайте домовимось: я не хочу розпочинати дискусію стосовно змісту пісень, мене повністю влаштовує, що Адріано співає про любов (або про будь-яку іншу річ, лише не про соціологію чи екологію). Мене цілком влаштовує, що він співає у традиційній, ба навіть трохи у ретро манері. Але якщо б він співав би менш незручні тексти, я би був задоволений більше». Пісню «Tir» Дзанетті назвав «незавершенною», тією, «що мала би заслужити більшої сміливості у звуковій обробці та аранжуванні».

## Живе виконання та використання
«Tir» виконувалася Челентано наживо лише на його авторському телешоу «125 milioni di caz..te» 2001 року, вона потрапила до збірок співака «Le Volte Che Celentano E' Stato 1» (2003), «Unicamente Celentano» (2006) і «…Adriano» (2013). Відеокліп до пісні не був знятий.

## Трек-лист
«Esco di rado e parlo ancora meno»
| #  | Назва              | Автор слів | Автор музики                | Тривалість |
| -- | ------------------ | ---------- | --------------------------- | ---------- |
| 1. | «Tir» (Вантажівка) | Могол      | Джанні Белла, Розаріо Белла | 4:29       |

Сингл «Tir»
| #  | Назва              | Автор слів | Автор музики                | Тривалість |
| -- | ------------------ | ---------- | --------------------------- | ---------- |
| 1. | «Tir» (Вантажівка) | Могол      | Джанні Белла, Розаріо Белла | 4:29       |

## Учасники запису та виробництво
- Головний вокал — Адріано Челентано
- Ударні — Леле Мелотті
- Бас-гітара — П'єр Мікелатті
- Клавішні і синт-бас — Фіо Дзанотті
- Соло-гітара — Майкл Томпсон
- Додатковий вокал — Джанні Белла
- Автори музики — Джанні Белла, Розаріо Белла
- Автор тексту — Могол

Виробництво
- Lunapark Edizioni Musicali S.r.l. — Edizioni Musicali Nuova Gente R.B. S.n.c. — L'Altra meta S.r.l.

## Видання синглу
| Назва | Формат                 | Лейбл          | Маркування | Країна | Рік  |
| ----- | ---------------------- | -------------- | ---------- | ------ | ---- |
| Tir   | CD, Single, Promo, Car | Clan Celentano | CLN 4010 2 | Італія | 2000 |